# 西順之助
西 順之助（にし じゅんのすけ）は、必殺シリーズに登場した仕事人の一人。初登場作品は『必殺仕事人III』。ひかる一平が演じた。

## キャラクター
蘭方医の西順庵と妻の巴の間の一人息子で、初登場時は父の跡継ぎを目指す受験生であった。18歳、甘い菓子好き、童貞（『必殺仕事人III』第1・3話）。
ある夜、医学塾の帰り道におりく（山田五十鈴）ら、仕事人グループの殺しの現場を偶然、目撃してしまう。彼らは順之助を捕らえたが、仕事人を正義の味方と捉え、賞賛する順之助を始末することに一同は戸惑う。その場は中村主水（藤田まこと）の計らいで見逃すことになった。その後、悪徳高利貸しに破滅に追い込まれた母娘を何とか助けたい、恨みを晴らして欲しいと泣きじゃくる順之助を主水は殺すことはできず、彼の仲間入りを許した。
順之助は当初、恨みと金銭無しで悪を成敗しようとしていたが、友人とその姉にまつわる事件をきっかけに、仕事人として自覚し始めていく（『必殺仕事人III』第3話）。加入してからすぐは、やや偉そうな口調もあり、秘密をばらすのではないかと疑われた仲間らに自宅まで尾けられ始末されかかったが、ばらさなかったため、そのまま仲間入りを果たす。模擬試験などで仕事を休むことも多く、プロの殺し屋としての意識に欠けると、主水、秀（三田村邦彦）、勇次（中条きよし）に鉄拳制裁を喰らわされることも多かったが、シリーズを経て、徐々に仕事人として成長し、仲間からも信頼を得るようになる。
『仕事人III』は殺しの得物として、エレキテル（発電機）で高圧電流を充填させた「ライデン瓶（びん。現代のスタンガンに相当）」を用いて、悪人を感電死させる。
一方で橋の一部を破壊する（第33話）など頭脳を生かし、仕事人のフォローにも回っていた。また、子守りや犬を追い払う仕事も彼の役割であった。
受験生でありながら、死体解剖の実習に立ち合った時に吐き気を催し、逃げ出してしまうこともあった（第30話）。
次期将軍職をめぐる陰謀に絡む仕事で公儀の追及を受けたことを機に、主水は仕事人グループの解散を決定。秀、勇次、加代（鮎川いずみ）と別れ、順之助は再び受験生に戻る（『仕事人III』最終回）。
半年後、老中同士の権力闘争に巻き込まれた主水が仕事を断ったことで襲撃されかけた際、順之助はその話を聞き付け、力を貸そうとする。しかし主水にとってはどうしても頼りにならなかった。やがて主水に依頼を掛けた二人の仕事人が殺され、主水が危機に立たされるが、おりく、秀、勇次、加代も集まり、仕事人グループが再結成された（『必殺仕事人IV』第1話）。
『仕事人IV』で仕事を再開しようとしたとき、ライデン瓶が親に捨てられていたため、投石器を開発。以降はこれを用い、加代とともに仕事の突破口を切り開く役割を担う。その一方、受験生としては男色家の中年男、広目屋の玉助（梅津栄）に追い掛け回され続けた。梅津は前作『仕事人III』でゲスト出演した際のオカマ役が好評であったため、同役を踏襲した新キャラクターでのレギュラー出演につながり、『必殺仕事人V』終了時の一時降板まで、玉助役で毎回登場することになる。
映画『必殺! THE HISSATSU』で、六文銭一味の仕置に向かおうとしたところを主水によって制止される。これは若い順之助に命を落として欲しくないという、主水なりの優しさであった。
『仕事人IV』最終回で、秀が殺しの現場をある少女に目撃され、彼の手配書が出回ったために仕事人グループは解散。順之助は長崎へ単身、留学した。『仕事人V』まで、順之助の「じゃあ、もう皆さんとは会えなくなるんですか?」と言う台詞は最終回の定番となっていた。
解散から1年後、新たな仲間 ― 組紐屋の竜（京本政樹）と花屋の政（村上弘明）を迎え、仕事人グループが再結成されると（『必殺仕事人V』）、今度は投石器に電磁石を加えて強化させた。また、出張仕事のときは温泉宿の鹿威を投石器の代わりに使用したり（第6話）、石の代わりに冷凍のゆで卵を飛ばしたことがある（第9話）。さらに、京都のブラウン館への潜入手段として、ハンググライダーと人間ロケットを開発した（映画『必殺! ブラウン館の怪物たち』）。表の顔としては親が勝手に決めた許嫁のお新（灘陽子）に迫られ、彼女と玉助が順之助を巡って争うなど慌しくなって来る。
『仕事人V』最終回で、西洋医学所の試験に合格するが、将軍家世継ぎに絡む事件で政が失態を犯したため、仕事人グループは解散。順之助は長崎へ単身、留学した。
それから7年後、成長した順之助は江戸に戻り、石川島の百軒長屋に歯科医を開業。長屋の近くの詰所勤めに鬱になっていた主水と再会する（『必殺仕事人V・旋風編』）。表の顔の歯科医としては、同じ長屋の住人の千代松とおりんに我が子のようにかわいがられる羽目に。
主水、便利屋お玉（かとうかずこ）、夜鶴の銀平（出門英）、鍛冶屋に転業していた政と新たな仕事人グループを結成。新しい武器は竹製の大筒の中に火薬と弾丸を仕込み、悪人目がけて発射して仕留めるというもので、殆どの場合は弾丸が腹部を貫通することによって死亡するが、稀に跡形も残らず、粉々に爆散することもあった。
半人前の若造と見られていた以前は主水から「坊（ぼん）」と呼ばれていたが、この時より「先生」と呼ばれるようになり、表稼業、裏稼業ともに、一人前の仕事人となった。登場が長く、『旋風編』の仕事人の中では主水に次ぐ最古参であり、主水から信頼された仲間の一人である。主水に対する呼び方も、「おじさん」から「中村さん」に変わっている。
『旋風編』最終回で、長屋を襲う大火の中、悪人を倒した順之助だったが、彼が携帯していた火薬に残り火が引火。消火せんとした銀平とともに川へ飛び込むが間に合わず、大爆発を起こし行方不明に。
『仕事人V』の時代までは、自身と同世代の青少年が関わる事件においては、それが加害者であろうと被害者であろうと同じ世代の若者という立場から、同情や理解を示すことも多かった。

## 解説
- 順之助を演じた、ひかる一平は当時、一線で活躍中のアイドルで、現役のアイドル歌手。それもジャニーズ事務所所属（当時）のタレントが殺し屋を演じることは当時、賛否両論を巻き起こした。一部の必殺シリーズのファンからはそれだけに「『必殺仕事人III』は物語の内容も甘く、緩くなるのでは?」とも懸念されたが、逆に世情を知らぬ未熟な少年が目の当たりにする衝撃を順之助の反応に置き換えることで、視聴者に強く訴え掛けるものになった。
- 所属事務所が獲得してくれた仕事（役）である上に、当時アイドル活動が多忙だったひかるは、台本を読まずに軽い気持ちで初撮影に臨み、中村主水役の藤田まことを相手に数十回ものNGを出してしまった[5]。あまりの酷さに周囲の風当たりも強くなり、制作スタッフからは「順之助は仕事人IIIの途中で殺して、ひかるを降板させよう」の意見も出始めた。自身の失態を恥じたひかるは心を入れ替えて真摯に撮影に臨むようになり、加代役の鮎川いずみを相手にアドリブ演技もこなせるようになった。次第に他の出演者やスタッフにも認められ関係も円滑になり、ゴルフなどに誘われるようになったとのことである[6]。ただし降板した一番の理由は酒に酔ったことで主演の藤田に馴れ馴れしく絡んだことが逆鱗にふれたからだと、後にひかるは語っている。
- ひかるのコメントによると、『旋風編』での順之助の最期は「爆死」ではなく「行方不明」である。実際、爆発の後は順之助の描写が皆無で、直接の続編『必殺仕事人V・風雲竜虎編』でも、主水が政に「銀平のことは忘れろ」と言っているが順之助についてはまったく言及されていないことから、順之助が死んだとは断定できない。これは映画『必殺4 恨みはらします』の公開が控えていたことと、いずれ、必殺シリーズに順之助を再登場させるためにと、制作スタッフと約束していたことであるが、再登場する前に同シリーズが一旦、終了してしまった[7]。
- ひかるは、自身の父親が主水の大ファンであることをインタビューで語っている[8]。

## 登場作品

### テレビシリーズ
- 必殺仕事人III（1982年10月8日 - 1983年7月1日）
- (秘) 必殺現代版 主水の子孫が京都に現われた 仕事人vs暴走族（1982年12月31日、順之助の子孫でなく、京都市内の予備校生 一平役で出演）
- 必殺仕事人IV（1983年10月21日 - 1984年8月24日）
- 年忘れ必殺スペシャル 仕事人アヘン戦争へ行く 翔べ!熱気球よ香港へ（1983年12月30日）
- 必殺仕事人意外伝 主水、第七騎兵隊と闘う 大利根ウエスタン月夜（1985年1月4日）
- 必殺仕事人V（1985年1月11日 - 7月26日）
- 必殺仕事人V・旋風編（1986年11月7日 - 87年3月6日）
- 新春仕事人スペシャル 必殺忠臣蔵（1987年1月2日）

### 舞台
- 納涼必殺まつりシリーズ（京都南座）
  - 必殺ぼたん燈籠（1983年）
  - からくり猫屋敷（1984年）
  - 琉球蛇皮線恨み節（1985年）
  - 女・稲葉小僧（1986年）

### 映画
- 必殺! THE HISSATSU（1984年）
- 必殺! ブラウン館の怪物たち（1985年）
- 必殺4 恨みはらします（1987年）

### パチンコ機
- CRぱちんこ必殺仕事人IV（2011年、京楽産業.）